# تومه، میاگی
تومه در استان میاگی در کشور ژاپن  واقع شده‌است  که دارای جمعیت ۸۶٬۹۴۰ نفر و مساحت ۵۳۶٫۳۸ کیلومتر مربع با تراکم جمعیت ۱۶۲  نفر در کیلومترمربع است و در تاریخ ۱ آوریل ۲۰۰۵ به عنوان شهر شناخته شد.